# Reptadeonella hystricosus
Reptadeonella hystricosus is een mosdiertjessoort uit de familie van de Adeonidae. De wetenschappelijke naam van de soort is voor het eerst geldig gepubliceerd in 2006 door Tilbrook.